# یاسنی (استان آمور)
یاسنی (به لاتین: Yasny) یک منطقهٔ مسکونی در روسیه است که در استان آمور واقع شده‌است.